# 101忠狗 (動畫劇集)
《101忠狗》（英語：101 Dalmatians: The Series）是一部美國動畫電視連續劇，於1997年9月1日至1998年3月4日在Disney Afternoon和美國廣播公司播出。它由迪士尼電視動畫公司和Jumbo Pictures製作，改編自1961年的迪士尼同名動畫電影《101忠狗》及其1996年的真人版翻拍。

## 簡介
其角色與世界觀均以電影《101忠狗》為基礎，但以三隻小狗作為主要角色：幸運（Lucky），電視愛好者和非傳統的英雄，羅利（Rolly），他肥胖開朗悠閒但總是飢餓的兄弟，以及卡佩吉（Cadpig），他們古怪但可愛的妹妹，而史派特（Spot）是一隻想成為狗的雞，他經常加入這三隻小狗的行列在上一次驚心動魄的追逐後，羅傑和安妮坦帶著彭哥、白佩蒂以及101隻可愛的小狗，終於可以快樂的生活在一起。他們搬到鄉下的農場，一邊忙著適應這樣一大家子人住在同個屋簷下，也一邊交起了新朋友。沒想到邪惡的庫伊拉還是不死心，這回雖然不再做著她的狗皮大衣夢，卻跟著搬到101忠狗家的隔壁，妄想併吞羅傑和安妮坦擁有的農場，於是一連串的
冒險刺激和瘋狂搞笑 接踵出爐
。

## 外部連結
- 互联网电影数据库（IMDb）上《101忠狗》的资料（英文）
- 大卡通上《Disney's 101 Dalmatians 》的資料

迪士尼頻道101忠狗  （页面存档备份，存于）